# Bogdany, Braniewski
Bogdany [bɔɡˈdanɨ] (tiếng Đức: Sonnenberg, Kreis Frauenburg)  là một ngôi làng ở quận hành chính của Gmina Frombork, trong huyện Braniewski, Warmińsko-Mazurskie, ở miền bắc Ba Lan. Nó nằm khoảng 4 kilômét (2 mi) phía đông nam Frombork, 9 km (6 mi) về phía tây nam của Braniewo và 79 km (49 mi) phía tây bắc của thủ đô khu vực Olsztyn.
Ngôi làng có dân số 270 người.